# Circeo (Wein)
Mit der Bezeichnung Circeo DOC werden italienische Weiß-, Rosé- und Rotweine sowie Perl- (Frizzante) und Schaumweine (Spumante) in der Region Latium ausgebaut. Die Weine besitzen seit 1996 eine „kontrollierte Herkunftsbezeichnung“ (Denominazione di origine controllata – DOC), die zuletzt am 7. März 2014 aktualisiert wurde.

## Anbau
Für den Anbau und die Vinifikation der Weine sind Teile der folgenden Gemeinden zugelassen: Latina, Sabaudia, San Felice Circeo (namensgebend) und Terracina – alle in der Provinz Latina.

## Erzeugung
Folgende Weintypen können erzeugt werden:
- Circeo Bianco (auch als Frizzante) und Circeo Spumante: müssen zu mindestens 55 % aus den Rebsorten Trebbiano Toscano und höchstens 30 % Chardonnay sowie höchstens 30 % Malvasia del Lazio bestehen. Höchstens 15 % andere weiße Rebsorten, die für den Anbau in der Region Latium zugelassen sind, dürfen zugesetzt werden.
- Circeo Rosso (auch als Novello oder Frizzante) und Circeo Rosato (auch als Frizzante): müssen zu mindestens 55 % aus den Rebsorten Merlot, höchstens 30 % Sangiovese sowie höchstens 30 % Cabernet Sauvignon bestehen. Höchstens 15 % andere rote Rebsorten, die für den Anbau in der Region Latium zugelassen sind, dürfen zugesetzt werden.
- Weitere, fast sortenreine, Weine können hergestellt werden (hierbei muss die genannte Rebsorte zu mind. 85 % enthalten sein):
- Circeo Trebbiano
- Circeo Merlot
- Circeo Sangiovese

## Beschreibung
Laut Denomination (Auszug):

### Circeo Bianco (auch als Frizzante)
- Farbe: strohgelb mehr oder weniger intensiv
- Geruch: zart, harmonisch, fruchtig
- Geschmack: trocken, voll, körperreich, harmonisch
- Alkoholgehalt: mindestens 12,0 Vol.-%
- Säuregehalt: mind. 4,5 g/l
- Trockenextrakt: mind. 18,0 g/l

### Circeo Rosato (auch als Frizzante)
- Farbe: mehr oder weniger intensiv rosa mit violetten Reflexen
- Geruch: fein, angenehm
- Geschmack: trocken oder lieblich, harmonisch, delikat, samtig
- Alkoholgehalt: mindestens 11,0 Vol.-%
- Säuregehalt: mind. 4,5 g/l
- Trockenextrakt: mind. 15,0 g/l

### Circeo Rosso (auch als Frizzante)
- Farbe: mehr oder weniger intensiv rubinrot
- Geruch: intensiv, charakteristisch
- Geschmack: trocken, voll, körperreich, harmonisch
- Alkoholgehalt: mindestens 12,0 Vol.-%
- Säuregehalt: mind. 4,5 g/l
- Trockenextrakt: mind. 18,0 g/l